# Pizza de cancha
La pizza de cancha, pizza canchera o pizza de tacho, es una variedad de pizza creada en Buenos Aires, Argentina, que consiste en la masa cubierta de salsa de tomate con ajo, fuertemente condimentada y sin queso. Su inventor fue Oscar Vianini, dueño de la pizzería Angelín, en el barrio de Villa Crespo, quien la concibió para ser vendida a la salida de los partidos de fútbol, en la cancha del Club Atlético Atlanta, donde colocaba dos caballetes y un tablón, sobre el que apoyaba un gran tacho que tenía las pizzas adentro, listas para ser consumidas.

## Historia
La pizza de cancha fue inventada por Oscar Vianini, dueño de la pizzería Angelín, en el barrio de Villa Crespo, quien la concibió para ser vendida a la salida de los partidos de fútbol, en la cancha del Club Atlético Atlanta, donde colocaba dos caballetes y un tablón, donde apoyaba un gran tacho que tenía las pizzas adentro, listas para ser consumidas.
Tradicionalmente la pizza de cancha se cocinaba sobre un disco de masa más grande, de 45 centímetros a 60 centímetros de diámetro, contra 33 centímetros de las grandes comunes, para que rindiera mayor cantidad de porciones. En la cancha se vendía fría para evitar que se deshiciera cuando se comía al paso, pero en las pizzerías y hogares se come caliente. La pizzería Angelín sigue activa, en su local de Córdoba 5270.

## Características
La pizza de cancha se cocina con los siguientes ingredientes:
- Masa de pizza común (harina 0000), fina.
- 6 tomates maduros que deben ser triturado o seis latas de tomates triturados
- 3 dientes de ajo
- 3 cucharadas de orégano
- 1 cucharadita de pimentón
- 1  cucharadita de ají molido
- 1 puñado de albahaca
- 2 cucharadas de aceite de oliva
- Sal a gusto
- Pimienta a gusto
- Sobre la pizza ya preparada se agrega aceite de oliva, aceitunas negras, hojas de albahaca y orégano.